# 中银金融中心
中银金融中心又稱临港西岛中银金融中心、西岛金融中心，是位于上海市浦东新区临港新片区滴水湖西岛的南北两座高200米的双子塔楼，由贝氏建筑事务所（其創辦人為貝聿銘）与中国建筑设计研究院有限公司联合设计。

## 历史
2021年6月20日，上海中银金融中心项目开工仪式暨临港自贸区二季度集中开工仪式在中国（上海）自由贸易试验区临港新片区滴水湖西岛举行。
2022年8月30日，上海临港新片区在建最高标志性建筑西岛金融中心项目南北塔楼主体结构正式冲出地平线±0.00。
2023年9月6日，位于中国（上海）自由贸易试验区临港新片区的中建二局临港西岛中银金融中心南北双塔核心筒完成封顶，高度195米的两座主楼核心筒工程完成施工。